# Napoléon, Bébé et les Cosaques
Napoléon, Bébé et les Cosaques è un cortometraggio muto del 1912 diretto da Louis Feuillade.

## Produzione
Il film fu prodotto dalla Société des Etablissements L. Gaumont.

## Distribuzione
Distribuito dalla Société des Etablissements L. Gaumont, uscì nelle sale cinematografiche francesi il 30 agosto 1912.